# Ossa (berg)
Ossa (Grieks: Όσσα), ook bekend als Kissavos (Κίσσαβος), is een berg in het district Thessalië in Griekenland, nabij de stad Larissa. De berg is 1.978 meter hoog. Ossa is in het zuiden verbonden met Pilion en is in het noorden gescheiden van de  Olympus via het Tempedal. 

## Naam en mythologie
Ossa wordt genoemd in het verhaal van de strijd van de reuzen met de Goden. Ossa was ook de naam van een bergnimf.
In de Griekse mythologie zouden de Aloadae hebben geprobeerd de berg Pilion op de berg Ossa te stapelen in hun poging de Olympus te beklimmen.

## Cultuur en natuur
Op de zuidelijke helling ligt het Johannesklooster dat rond 1550 is gebouwd. In de Tweede Wereldoorlog werd het klooster beschadigd. Sinds 2000 worden de gebouwen gerestaureerd.
De dichte bossen met dennen, beuken, eiken, kastanjes, de kloven en het overvloedige water met veel waterwegen en meren geven de berg een poëtische grandeur en het karakter van een botanische tuin.

## Omgeving
Plaatsen in de buurt van Ossa zijn onder andere:
- Larissa
- Spiliá
- Stómio
- Apostolos Pavlos
- Omólio
- Metaxochóri